# Lucius Trebius Germanus
Lucius Trebius Germanus war ein im 2. Jahrhundert n. Chr. lebender römischer Politiker.
Durch eine Inschrift ist belegt, dass Germanus zusammen mit Gaius Calpurnius Flaccus am 21. Dezember eines unbestimmten Jahres Suffektkonsul war. Durch ein Militärdiplom kann das Jahr ihres Konsulats aber auf den Zeitraum von 123 bis 126 eingegrenzt werden; wahrscheinlich waren sie im Jahr 126 im Amt. Durch ein weiteres Diplom ist belegt, dass Germanus 127 Statthalter der Provinz Britannia war.